# Chromatium
Chromatium es un género de bacterias Gram-negativas encontradas en agua. Metabólicamente se clasifica como bacteria púrpura del azufre (o roja) con capacidad para la fotosíntesis anoxigénica.
- Datos: Q2309799
- Multimedia: Chromatium / Q2309799
- Especies: Chromatium